# Vida de Voss
Vida V. de Voss est une militante féministe namibienne, directrice de l'organisation féministe namibienne Sister Namibia et professeure de littérature anglaise à l'Université des sciences et des technologies de Namibie. 

## Biographie
En 2006, Vida De Voss est titulaire d'une maîtrise en philosophie de l'Université Stellenbosch. Sa thèse de maîtrise s'intitule Emmanuel Levinas on ethics as the first truth (Emmanuel Levinas, l'éthique comme première vérité). En 2010, elle obtient une maîtrise en littérature anglaise de l'Iowa State University. Sa thèse se nomme The Identity Challenge in Toni Morrison's "Paradise" (Le défi de l'identité dans le "Paradis" de Toni Morrison).

## Carrière professionnelle
Vida De Voss est responsable des cours de littérature anglaise à l'Université des sciences et de la technologie de Namibie depuis 2013. Elle également la directrice de Sister Namibia, organisation féministe, et éditrice d'un magazine éponyme publié pour la première fois en 1989, et basé à Windhoek,,,.
Vida De Voss intervient ponctuellement comme conférencière invitée à l'Université de Namibie à Windhoek. En mars 2016, elle prend la parole devant une assemblée de centaines de femmes à une conférence au Windhoek's Safari Court Hotel pour célébrer la journée internationale des femmes.